# Tanais
Tanais (řecky: Τάναϊς; rusky: Танаис) bylo starořecké město v deltě Donu u Azovského moře (ve starověku zvaného Meotské bažiny) na území dnešního Ruska, asi 30 kilometrů od dnešního města Rostov na Donu. Místo bylo osídleno ještě před příchodem Řeků, od doby bronzové, jak dokazují nejstarší pohřební mohyly. I Řekové posléze zvyk pohřbívat do mohyl od místního obyvatelstva převzali. Kontakty s oblastí měli Řekové již od 7. století př. n. l., přičemž zde tehdy žily různé kmeny - Sarmati, Alani, Gótové ad. Město, přesněji emporium (obchodní stanice), bylo založeno koncem 3. století př. n. l. obchodními kolonisty z Milétu. Stalo se tak nejvzdálenější severovýchodní výspou helénské kulturní sféry. V čele města stál archón. Strabón zmiňuje Tanais ve své Geografii. Město později využila jako své centrum Bosporská říše, klientský stát Říma, sídlili v něm její králové Sauromates (175-211) a jeho syn Reskuporides (okolo 220). V roce 330 bylo Tanais zpustošeno Góty, ale místo bylo nepřetržitě osídleno až do druhé poloviny 5. století. Kanál se stále více zanášel, pravděpodobně v důsledku odlesňování, a lidé se tak postupně přesouvali, patrně hlavně do malého města Azov, na půli cesty do Rostova. Město bylo znovu založeno kolem 14. století Benátčany. Později jej získala Janovská republika, která jej spravovala v letech 1332-1471 pod názvem Tana nel Mare Maggiore. Tehdy bylo město důležitým pro obchod se Zlatou hordou, stejně jako všechny janovské černomořské kolonie ovládané konzulem v Kaffě (Feodosiji). Roku 1392 bylo Tanais dobyto nakrátko Temerlánem, roku 1471 trvaleji Osmany. Rusové se ho prvně zmocnili roku 1696, v roce 1711 ho Turci získali zpět, ale roku 1771 se stalo součástí Ruské říše. Řecká prehistorie místa byla nadlouho zapomenuta, až v roce 1823 I. A. Stempkovskij poprvé spojil viditelné starořímské archeologické pozůstatky s „Tanais“ zmiňovaném ve starověkých řeckých pramenech. Systematické archeologické vykopávky začaly v roce 1955. V knize Jakten på Odin předložil Thor Heyerdahl vysoce kontroverzní hypotézu o kontaktu mezi Tanais a starověkou Skandinávií. Heyerdalův nápad byl založen na některých pasážích severských ság Snorriho Sturlasona.